# Лунгха
Лунгха (Лунха) (на якутски: Лунха) е река в Азиатската част на Русия, Източен Сибир, Република Якутия (Саха), ляв приток на Лена. Дължината ѝ е 533 km, която ѝ отрежда 178-о място по дължина сред реките на Русия.
Река Лунгха се образува от сливането на двете съставящи я реки Иичаки (лява съставяща) и Юлегир (дясна съставяща), на 276 m н.в., в централната част на Република Якутия (Саха). Двете съставящи я реки водят началото си от северната част на Приленското плато. В горното си течение река Лунгха тече на север през Приленското плато, а в средното и долното – приз централната част на Централноякутската равнина на изток и североизток. По цялото си протежение реката силно меандрира по широката си и силно заблатена заливна тераса. Влива се отляво в река Лена при нейния 1132 km на 33 m н.в., в близост до село Тас-Тумус
Водосборният басейн на Лунгха има площ от 10,3 хил. km2, което представлява 0,41% от водосборния басейн на река Лена и се простира в централна част на Република Якутия (Саха).
Границите на водосборния басейн на реката са следните:
- на запад и северозапад – водосборния басейн на река Вилюй, ляв приток на Лена;
- на изток и юг – водосборните басейни на реките Сите и Синя, леви притоци на Лена.

Най-голям приток: река Хатинг-Юрях (десен, 315 km, 2570 km2)
Подхранването на реката е основно снежно. Пълноводието ѝ е през май, а през лятото и есента, в продължение на около 70 дни е маловодна. През този период в резултата на поройни дъждове са наблюдават епизодични прииждания. Средният многогодишен отток е 24 m3/s, което като обем се равнява на 0,757 km3/год. Лунгха замръзва в началото на октомври, а се размразява в средата май, като продължителността на замръзването е 215 дни. От ноември до май поради малкото количество вода в коритото ѝ Лунгха замръзва до дъното.
По течението на реката са разположени две села: Ойун-Унгоухтах и Аргас.